# Yamaha TDR 125

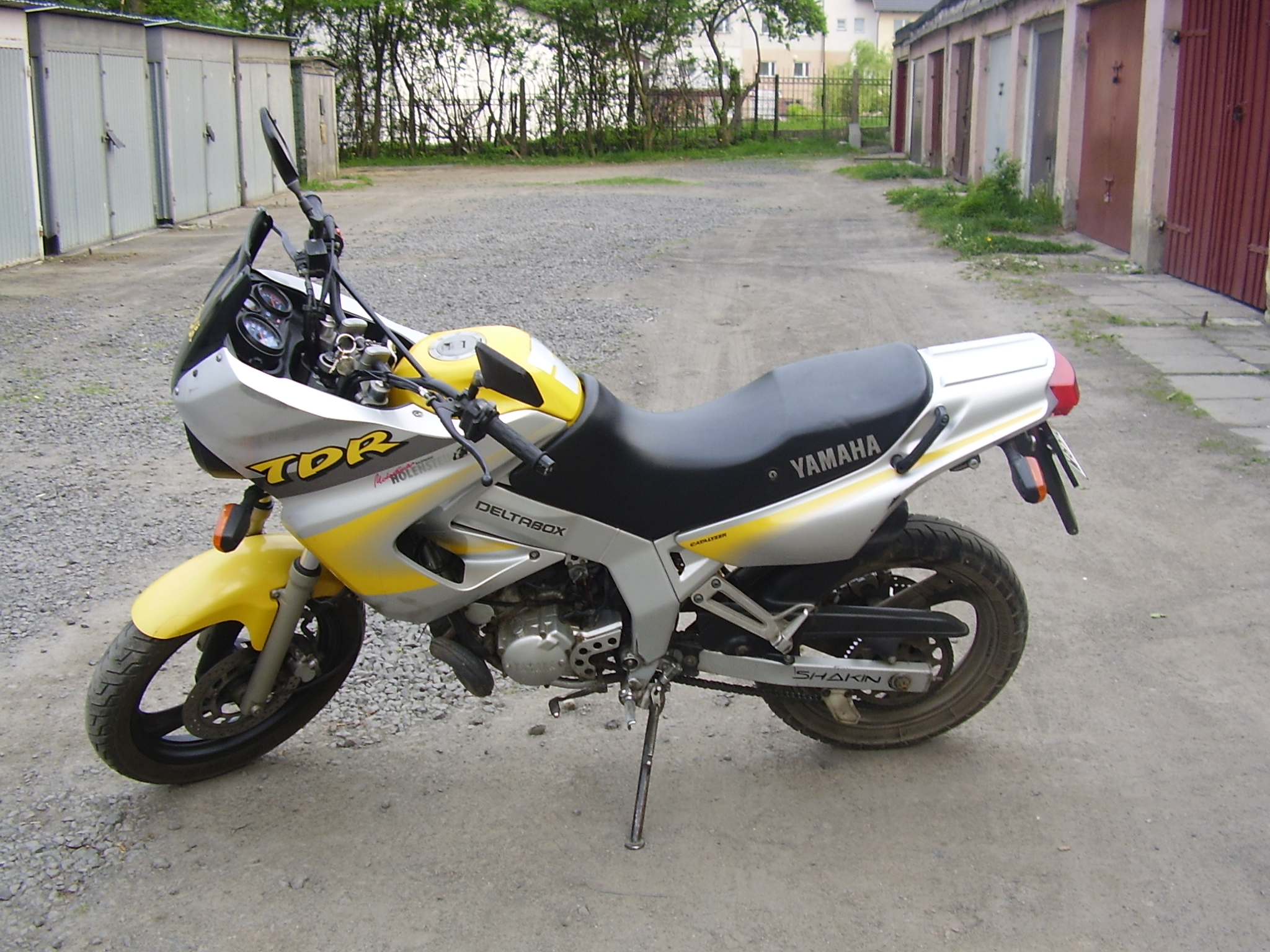
Yamaha TDR 125

Die Yamaha TDR 125 ist eine 2-Takter-Reiseenduro mit 125 cm³ Hubraum. Sie ist die kleine Schwester der Yamaha TDM. Die TDR 125 ist technisch stark verwandt mit der Yamaha DT 125. Beide besitzen den robusten 4BL Motor von Minarelli.

## Technische Daten
- 125 cm³
- Wassergekühlt
- Einzylinder
- Zweitakter
- Sechsganggetriebe
- Reifen 100/90 × 18; 130/80 × 17
- Radstand 1405 mm
- Sitzhöhe 840 mm
- Tankinhalt/Reserve 11/2,2 Liter
- Leistung ungedrosselt/gedrosselt 24 PS/15 PS

## Aussehen
Die Yamaha TDR 125 erhält durch ihre zwei großen Frontscheinwerfer ihr charakteristisches Aussehen. Sie lehnt sich in der Baugröße an die hubraumstärkeren Modelle von Yamaha an.
Da die TDR 125 bereits seit Ende der 1980er Jahre gebaut wird, stammt auch das Design unverkennbar aus der damaligen Zeit, wird aber dennoch von vielen als zeitlos empfunden.

## Technik
Die TDR 125 verfügt über einen in dieser Hubraumklasse ungewöhnlich kräftigen Motor, der in Deutschland und anderen Ländern aber mit einem Konus im Auspuffkrümmer auf 15 PS gedrosselt ausgeliefert wurde. Dadurch erfüllt das Motorrad die Bedingungen, um mit einem Führerschein der Klasse A1 gefahren zu werden.
Für Jugendliche unter 18 Jahren war zusätzlich eine veränderte Blackbox verbaut, die das Motorrad auf eine Höchstgeschwindigkeit von 80 km/h begrenzte.
In der offenen Variante ohne Drosselungen verfügt die TDR 125 über etwa 24 PS und darf in Deutschland nur noch ab der Führerscheinklasse A2 gefahren werden.

## Ausführungen
Eine seltene Sonderausführung ist die TDR 125 Belgarda. Diese wurde von der italienischen Yamaha Zweigstelle „Belgarda“ gebaut und unterschied sich in einigen optischen Details von der Yamaha-Version. Unter anderem ist hier eine Brembo-Bremsanlage verbaut und anstelle des Stahl-Deltabox Rahmen ist ein Stahlrohrrahmen vorzufinden.

## Zubehör
Für die TDR 125 werden von vielen Anbietern Zubehörteile angeboten, dazu zählen u. a. andere Kettenritzel, Auspuffanlage, Einlassmembran u. v. m.